# Ouzilly
Ouzilly är en kommun i departementet Vienne i regionen Nouvelle-Aquitaine i västra Frankrike. Kommunen ligger i kantonen Lencloître som tillhör arrondissementet Châtellerault. År 2022 hade Ouzilly 954 invånare.

## Befolkningsutveckling
Antalet invånare i kommunen Ouzilly
| Referens: INSEE |